# Червароло (Верчели)
Червароло је насеље у Италији у округу Верчели, региону Пијемонт.
Према процени из 2011. у насељу је живело 79 становника. Насеље се налази на надморској висини од 723 м.